# Afueguember Live
Afueguember Live es el sexto álbum del rapero cristiano Manny Montes, segundo grabado en vivo, coproducido con el predicador Luis González, conocido como Santito. Contiene la participación de Redimi2, Memo y Ungido, Bengie, Dr. P, Sons of Christ, Lil Pito, Vito, Triple Seven y Santito. Fue lanzado al mercado en el año 2006 por el sello Afueguember Records.
Además del concierto, el álbum contiene tres canciones inéditas: «Declaro (Remix)», remezcla de la participación de Manny Montes y Redimi2 en Los Bandoleros Reloaded de Don Omar, «Suena» y «Nadie como tú».

## Lista de canciones
| N.º | Título                                                   | Productor (s)                  | Duración |  |
| 1.  | «Suena El Jíbaro» (Manny Montes)                         | Sandy NLB & Obed El Arquitecto | 3:37     |  |
| 2.  | «En La Cruz» (Memo & Ungido)                             | Jetson El Supersónico          | 4:08     |  |
| 3.  | «Yo No Canto Basura» (Redimi2)                           | StereoPhonics                  | 5:41     |  |
| 4.  | «La Calle No Deja Na' Bueno» (Redimi2)                   | StereoPhonics                  | 4:22     |  |
| 5.  | «Tu Niña» (Bengie)                                       | DJ Savio                       | 3:53     |  |
| 6.  | «Fuego» (Dr. P)                                          | DJ Pablo                       | 3:17     |  |
| 7.  | «Sube El Volumen» (Manny Montes feat. Vito)              | Obed El Arquitecto             | 2:49     |  |
| 8.  | «De Lo Vil» (Sons of Christ)                             | Sandy NLB                      | 4:21     |  |
| 9.  | «Mi Respaldo» (Triple Seven)                             | DJ Pablo                       | 3:16     |  |
| 10. | «Zakude» (Lil Pito)                                      | DJ Blaster                     | 2:56     |  |
| 11. | «Alza La Mano» (Vito)                                    | Sandy NLB                      | 4:03     |  |
| 12. | «Santito (La Vida Que Nace De La Muerte)» (Manny Montes) | Sandy NLB                      | 4:40     |  |
| 13. | «Ministración» (Santito)                                 | Sandy NLB                      | 16:26    |  |

### Bonus Track
| N.º | Título                                               | Productor (s)                                 | Duración |  |
| 1.  | «Declaro (Remix)» (Manny Montes feat. Redimi2)       | Sandy NLB, Obed El Arquitecto y Elí El Mozart | 4:50     |  |
| 2.  | «Suena» (Manny Montes feat. Santito y Ángel Gabriel) | Andrés                                        | 3:50     |  |
| 3.  | «Nadie Como Tú» (Yoly)                               | Andrés                                        | 3:50     |  |